# سیارک ۲۴۲۴۹
سیارک ۲۴۲۴۹ (به انگلیسی: 24249 Bobbiolson، نامگذاری:1999XC107) بیست و چهار هزار و دویست و چهل و نهمین سیارک کشف شده‌است که در ۴ دسامبر ۱۹۹۹ کشف شد.
قدر مطلق سیارک برابر ۱۳.۵ است.